# Sam Abbas
Sam Abbas, né le 11 novembre 1993 à Alexandrie, en Égypte, est un réalisateur de cinéma égypto-américain. 

## Biographie
Sam Abbas est né à Alexandrie en Égypte. Il parle anglais et arabe.

### Carrière de réalisateur
Le deuxième film d'Abbas, Alia's Birth, a reçu beaucoup de reconnaissance à la suite de l'annonce d'une compétition de films orientés sur les femmes,,. Le film a pour vedettes Nikohl Boosheri, Poorna Jagannathan, Samuel H. Levine and Maya Kazan,. En 2018, Abbas a participé à la production du film Lavender réalisé par Matthew Puccini, qui a fait sa première mondiale au festival de Sundance en 2019, puis au festival South by Southwest (SXSW). Le film a été acheté par Searchlight Pictures, faisant partie de l'un des premiers films rachetés cette année à Sundance.
Abbas a fondé ArabQ la première société de production basée sur le cinéma arabe se centralisant sur les films de LGBTQ. Pendant le 68e Berlin International Film Festival, ArabQ a projeté le premier long-métrage d'Abbas, The Wedding, qu'il a écrit, réalisé et dans lequel il a joué aux côtés de Nikohl Boosheri. Abbas a basé ArabQ en Égypte, son pays d'origine, pour encourager plus de cinéma queer au Moyen-orient. Le magazine, The Hollywood Reporter, a exclusivement participé a la publication de la bande d'annonce de son film The Wedding, tout en annonçant que le film sera sorti au grand écran en Novembre 2018 à travers le Moyen-orient. Peu après son apparition au cinéma, le film a été nommé "le film queer qui pourrait faire des ravages au Moyen-Orient [traduit de l'anglais "The Queer Movie That Could Make Waves In The Middle East" et "a film that will make a fuss in theaters"],.
Avant The Wedding, Abbas a sorti un court-métrage, Time to Come, qui avait été cité par LogoTV comme un  « projet vraiment puissant » [traduis de l'Anglais  « a really powerful project »].

## Filmographie

### Cinéma
- 2020 : Erēmīta Anthologies
- 2020 : Rusted Caravaggios (court métrage)
- 2020 : Alia's Birth
- 2020 : Marie (court métrage)
- 2018 : The Wedding
- 2018 : Lavender (court métrage)
- 2016 : Time to Come (court métrage)